# Kristi förklarings ortodoxa kyrka, Överkalix
Kristi förklarings ortodoxa kyrka i Överkalix är en församling som tillhör Det grekiska metropolitdömet i Sverige och hela Skandinavien. Kyrkan är uppförd till minne av Amvrosij av Optina och ligger i anslutning till gården Sirillus, där den ortodoxa prästen Bengt Pohjanen (fader Benedikt) tidigare bodde.